# Kungstorget, Uddevalla

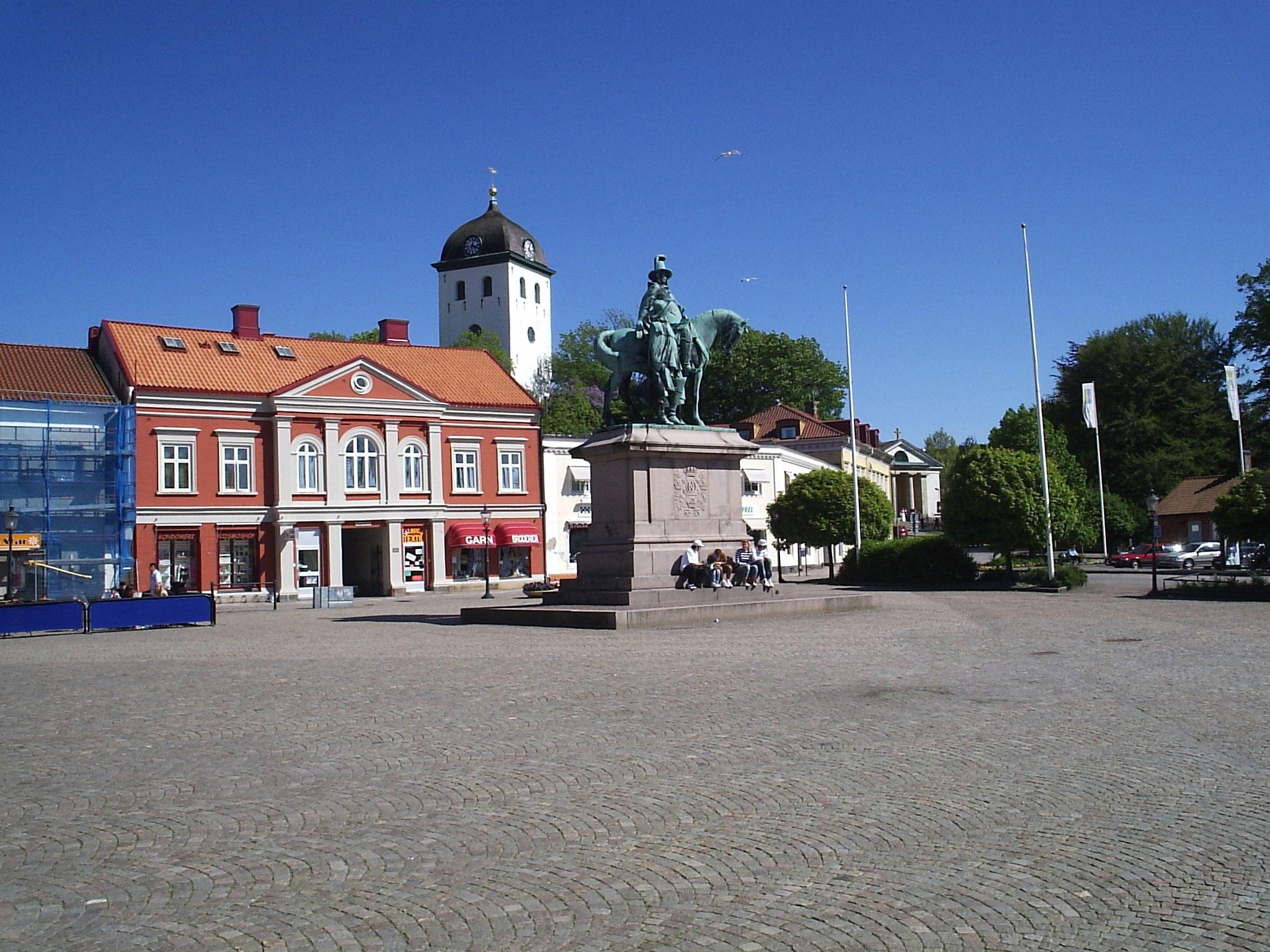
Kungstorget i Uddevalla. På Agneberget bakom husen vid torget syns Uddevalla kyrkas klocktorn.

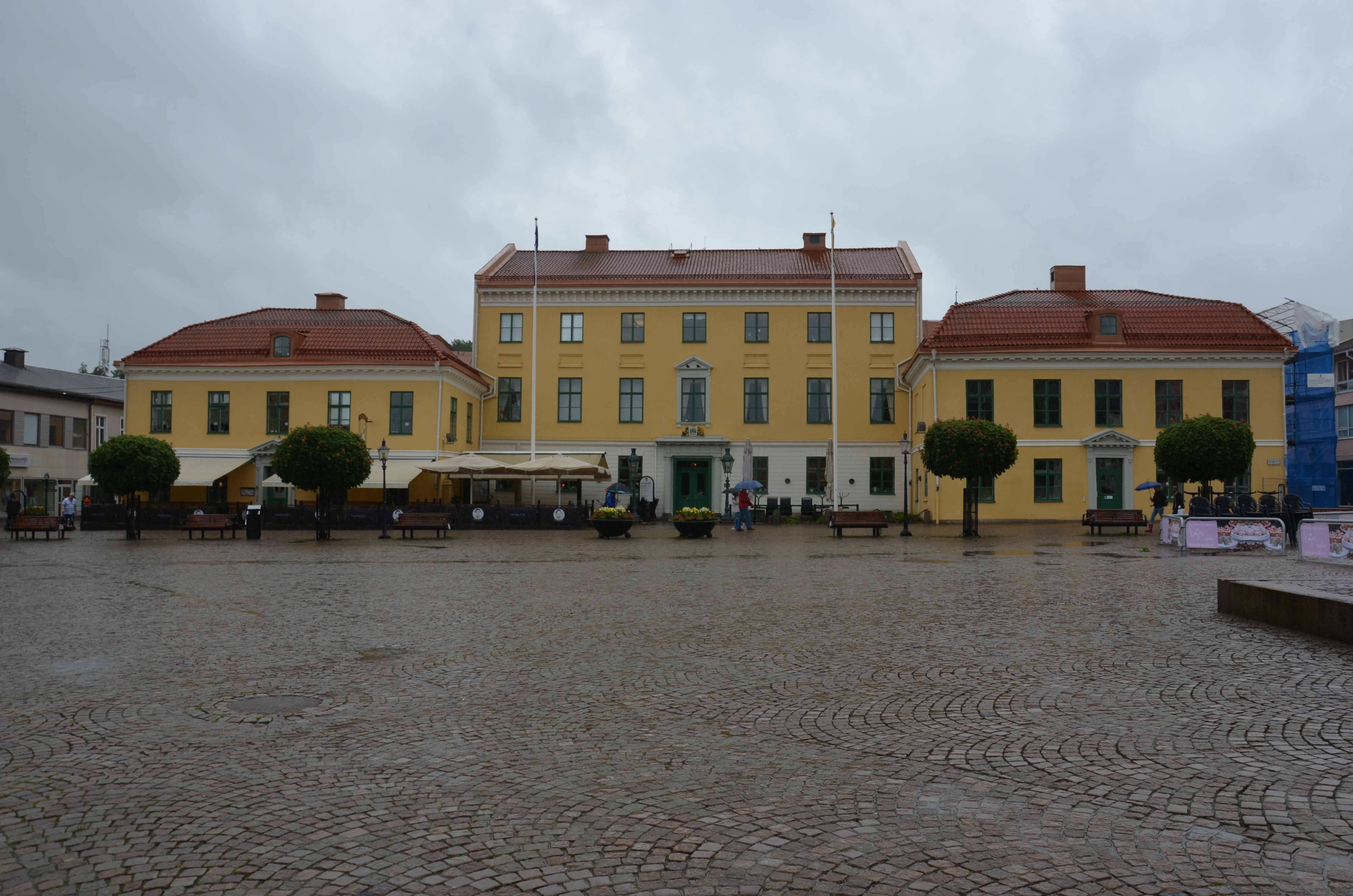
Norra delen av Kungstorget med Rådhuset i fonden

Kungstorget är ett torg som ligger i centrala Uddevalla, alldeles intill Bäveån. Härifrån utgår Kungsgatan, Norra Hamngatan, Trädgårdsgatan, Torggatan, Mikaelsgatan och Kyrkogatan.